# مارتن أولريش نيلسن
مارتن أولريش نيلسن (بالدنماركية: Martin Ulrich Nielsen)‏ (24 يوليو 1973 بالدنمارك - ) هو لاعب كرة قدم دانمركي في مركز الوسط. شارك مع منتخب الدنمارك تحت 21 سنة لكرة القدم. أما مع النوادي، فقد لعب مع آرهوس جمناستيك فورينينغ ونادي فريماد أماغر ونادي كوبنهاغن ونادي ميتييلاند وهدرسفيلد تاون وFC Rudersdal ‏.

## وصلات خارجية
- مارتن أولريش نيلسن على موقع قاعدة بيانات كرة القدم.إي يو (الإنجليزية)
- مارتن أولريش نيلسن على موقع Soccerbase.com (لاعب) (الإنجليزية)